# ميس لبدي
ميس لبدي (الاسم العلمي:Celtis tomentosa) هو نوع غير مؤكد من النباتات يتبع جنس الميس من الفصيلة القنبية.